# NGC 1025
NGC 1025 في الفهرس العام الجديد، هي مجرة، تقع في كوكبة الساعة (كوكبة). اكتشفت في 11 سبتمبر 1836 بواسطة جون هيرشل.

## روابط خارجية
- NGC 1025 على موقع ويكي سكاي: DSS2, SDSS, GALEX, IRAS, Hydrogen α, X-Ray, Astrophoto, Sky Map, Articles and images